# Quadrangles de la Lune
Pour les articles homonymes, voir Quadrangle (homonymie).
La Lune a été divisée en 30 quadrangles par l'Institut d'études géologiques des États-Unis à l'échelle de la carte au 1/2 500 000. À l'échelle 1: 1 000 000, elle est divisée en 144 quadrangles.
Les quadrangles sont numérotés en bandes du nord au sud. Chaque bande est ensuite divisée en un nombre de quadrangles dépendant de la latitude. Aux pôles, les bandes se composent d'un seul quadrangle, de sorte que LQ01 est un cercle autour du pôle nord.

## Division en 30 quadrangles

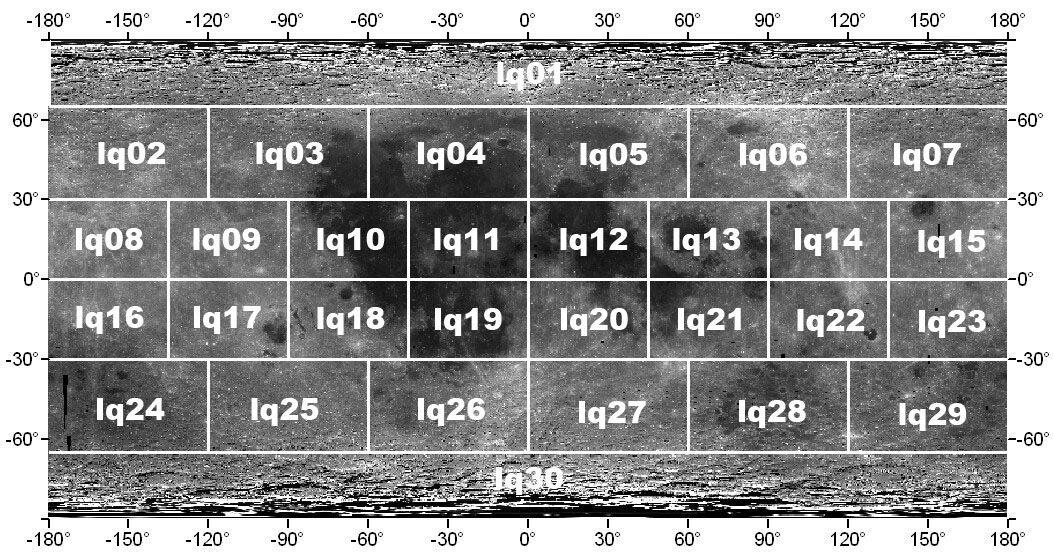
Disposition des 30 quadrilatères lunaires à l'échelle de la carte au 1/2 500 000

| Nom        | Numéro | Latitude    | Longitude     |
| ---------- | ------ | ----------- | ------------- |
|            | LQ01   | 65° à 90°   | −180° à 180°  |
|            | LQ02   | 30° à 65°   | −180° à −120° |
|            | LQ03   | 30° à 65°   | −120° à −60°  |
|            | LQ04   | 30° à 65°   | −60° à 0°     |
|            | LQ05   | 30° à 65°   | 0° à 60°      |
|            | LQ06   | 30° à 65°   | 60° à 120°    |
|            | LQ07   | 30° à 65°   | 120° à 180°   |
|            | LQ08   | 0° à 30°    | −180° à −135° |
|            | LQ09   | 0° à 30°    | −135° à −90°  |
| Marius     | LQ10   | 0° à 30°    | −90° à −45°   |
| Copernicus | LQ11   | 0° à 30°    | −45° à 0°     |
|            | LQ12   | 0° à 30°    | 0° à 45°      |
|            | LQ13   | 0° à 30°    | 45° à 90°     |
|            | LQ14   | 0° à 30°    | 90° à 135°    |
|            | LQ15   | 0° à 30°    | 135° à 180°   |
|            | LQ16   | −30° à 0°   | −180° à −135° |
|            | LQ17   | −30° à 0°   | −135° à −90°  |
|            | LQ18   | −30° à 0°   | −90° à −45°   |
|            | LQ19   | −30° à 0°   | −45° à 0°     |
|            | LQ20   | −30° à 0°   | 0° à 45°      |
|            | LQ21   | −30° à 0°   | 45° à 90°     |
|            | LQ22   | −30° à 0°   | 90° à 135°    |
|            | LQ23   | −30° à 0°   | 135° à 180°   |
|            | LQ24   | −65° à −30° | −180° à −120° |
|            | LQ25   | −65° à −30° | −120° à −60°  |
|            | LQ26   | −65° à −30° | −60° à 0°     |
|            | LQ27   | −65° à −30° | 0° à 60°      |
|            | LQ28   | −65° à −30° | 60° à 120°    |
|            | LQ29   | −65° à −30° | 120° à 180°   |
|            | LQ30   | −90° à −65° | −180° à 180°  |

## Division en 144 quadrangles

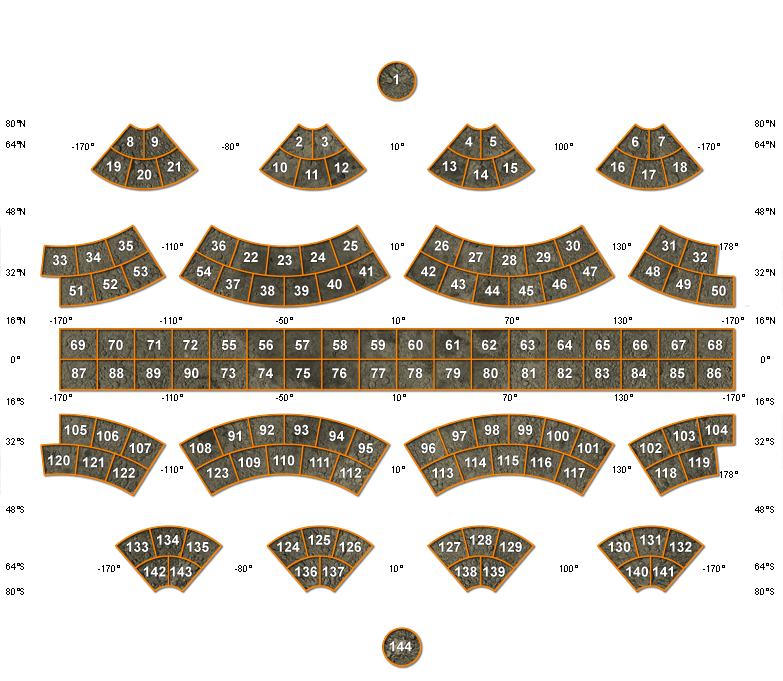
Disposition des 144 quadrangles lunaires à l'échelle de la carte au 1/1 000 000

À l'échelle de 1/1 000 000, il y a 12 bandes de latitude, 6 dans chaque hémisphère. Les bandes les plus proches de l'équateur ont une hauteur de 16° et les première et dernière bandes ont un rayon de 10° autour des pôles. Les bandes sont ensuite divisées en quadrangles, mais contrairement au système 1: 2 500 000, la ligne est placée à + 10° de longitude (donc 0° longitude est au milieu d'un quadrangle), et la numérotation dans une bande commence entre -80° et -90°:
- (± 90° à ± 80°) 1 quadrangle de 360°, commençant à -80°
- (± 80° à ± 64°) 8 quadrangles de 45°, commençant à -80°
- (± 64° à ± 48°) 12 quadrangles de 30° à partir de -80°
- (± 48° à ± 32°) 15 quadrangles de 24° à partir de -86°
- (± 32° à ± 16°) 18 quadrangles de 20°, débutant à -90°
- (± 16° à 0°) 18 quadrangles de 20° à partir de -90°